# Undués de Lerda
Undués de Lerda és un municipi d'Aragó situat a la província de Saragossa i enquadrat a la comarca de Las Cinco Villas. El Camí de Sant Jaume passa per aquest municipi abans d'entrar a Navarra.